# Deutsche Botschaft Bischkek
Die Deutsche Botschaft Bischkek ist die diplomatische Vertretung der Bundesrepublik Deutschland in der Kirgisischen Republik.

## Lage und Gebäude
Die Botschaft befindet sich im Zentrum der kirgisischen Hauptstadt Bischkek im Birinchi May District. Die Straßenadresse lautet: 8. Etage, Orion Business Center, Boulevard Erkindik 21, 720040 Bischkek, Kirgisistan.
Das nahe gelegene Außenministerium ist fußläufig in 10 Minuten zu erreichen. Zum rund 30 km nördlich gelegenen Flughafen Manas ist eine Fahrtzeit von einer Dreiviertelstunde anzusetzen. Der Grenzübergang nach Kasachstan bei Korday liegt gut 20 km nördlich und ist über die Schnellstraße M 39 ebenfalls in gut 40 Minuten erreichbar, wobei es vor der Grenzstation oft zu längeren Staus kommt.
Im Jahr 2011 plante die Bundesbauverwaltung einen Neubau von Kanzlei und Residenz; als Interimslösung wurde die Kanzlei in einer angemieteten Etage eines Bürogebäudes untergebracht. 2016 wurde das Neubauprojekt verworfen und die dauerhafte Anmietung von Büroraum für die Kanzlei ins Auge gefasst. Die Unterbringung der Botschaft erfolgte auf insgesamt drei Etagen in einem 2012 fertiggestellten Business Center. Neben der Deutschen Vertretung sind die Botschaften der Schweiz, Großbritanniens und der Europäischen Union in dem Bürokomplex ansässig.

## Auftrag und Organisation
Die Deutsche Botschaft Bischkek hat den Auftrag, die deutsch-kirgisischen Beziehungen zu pflegen, die deutschen Interessen gegenüber der Regierung des Kirgisistan zu vertreten und die Bundesregierung über Entwicklungen im Kirgisistan zu unterrichten.
In der Botschaft werden die Sachgebiete Politik, Wirtschaft, Kultur und Bildung sowie Entwicklungszusammenarbeit bearbeitet. Das Bundesministerium für wirtschaftliche Zusammenarbeit und Entwicklung (BMZ) hat in seinem Reformpaket „BMZ 2030“ festgelegt, dass auch in Kirgisistan die bilateralen Programme der technischen und finanziellen Zusammenarbeit sukzessiv auslaufen werden.
Das Referat für Rechts- und Konsularaufgaben der Botschaft betreut ganz Kirgisistan als konsularischen Amtsbezirk. Es bietet alle Dienstleistungen für im Land ansässige deutsche Staatsangehörige an. Die Visastelle des Referats stellt Visa für kirgisische Staatsangehörige aus. Für dringende konsularische Notfälle außerhalb der Dienstzeiten besteht eine telefonische Rufbereitschaft täglich bis 24.00 Uhr, an Wochenenden und Feiertagen ab 8.00 Uhr morgens.

## Geschichte
Nach dem Zerfall der Sowjetunion wurde Kirgisistan am 31. August 1991 ein unabhängiger Staat. Die Bundesrepublik Deutschland eröffnete am 17. September 1992 eine Botschaft in Bischkek. Diese wurde bis 1995 von einem Geschäftsträger a. i., danach von außerordentlichen und bevollmächtigten Botschaftern geleitet.